# Щ-114
«Щ-114» — советская дизель-электрическая торпедная подводная лодка времён Второй мировой войны, принадлежит к серии V-бис проекта Щ — «Щука».

## История корабля
Лодка была заложена 10 октября 1932 года на заводе № 194 «им. А. Марти» в Ленинграде, в 1933 году была доставлена в разобраном виде на завод № 202 «Дальзавод» во Владивостоке для сборки и достройки, спущена на воду в  1934 году, 11 сентября 1934 года вступила в строй, 28 января 1935 года вошла в состав 4-го дивизиона подводных лодок 2-й морской бригады Морских Сил Дальнего Востока.
На лодке под командованием А. И. Матвеева был поставлен рекорд подводной автономии: за счет запасов сжатого воздуха лодка провела под водой 12 суток при норме в трое суток.

### Служба
- В годы Второй мировой войны участия в боевых действиях не принимала.
- 10 июня 1949 года переименована в «С-114».
- 29 декабря 1955 года исключена из состава флота.
- 18 января 1956 года расформирована.

## Командиры лодки
- май 1934 — май 1937 — А. И. Матвеев
- 28.03.1937 — 29.10.1939 Н. Ф. Школенко
- 13.11.1939 — 30.10.1942 П. З. Шелганцев
- … — 9 августа 1945 - 3 сентября 1945 — … — Ф. Р. Половнев

## Сноски и источники
1. ↑  Известия Русского географического общества. — Наука, С.-Петербургское отд-ние, 2005. — 622 с. Архивировано 18 апреля 2021 года.